# Sphaerozosma wallichii
Sphaerozosma wallichii là một loài Song tinh tảo trong họ Desmidiaceae, thuộc chi Sphaerozosma.